# Parti de l'unité du peuple - Parti socialiste (Islande)
 (août 2018).
Si vous disposez d'ouvrages ou d'articles de référence ou si vous connaissez des sites web de qualité traitant du thème abordé ici, merci de compléter l'article en donnant les références utiles à sa vérifiabilité et en les liant à la section « Notes et références ».
Le Parti de l'unité du peuple - Parti socialiste (en islandais : Sameiningarflokkur alþýðu – Sósíalistaflokkurinn), souvent nommé le Parti socialiste (en islandais : Sósíalistaflokkurinn), était un parti politique islandais.

## Résultats électoraux

### Législatives
| Élection    | Voix   | %    | Sièges  | Position |
| ----------- | ------ | ---- | ------- | -------- |
| 1942 (Juil) | 9 423  | 16,2 | 6 / 49  | 3e       |
| 1942 (oct)  | 11 059 | 18,5 | 10 / 52 | 3e       |
| 1946        | 13 049 | 19,5 | 10 / 52 | 3e       |
| 1949        | 14 077 | 19,5 | 9 / 52  | 3e       |
| 1953        | 12 422 | 16,1 | 7 / 52  | 3e       |